# Bissiga-Yarcé (Bissiga)
Pour les articles homonymes, voir Bissiga-Yarcé.
Bissiga-Yarcé est une localité située dans le département de Bissiga de la province de Boulgou dans la région du Centre-Est au Burkina Faso.

## Démographie
Lors du recensement de 2006, on y a dénombré 271 habitants. Comme son nom l'indique, ce sont des Yarsé.

## Santé et éducation
Le centre de soins le plus proche de Bissiga-Yarcé est le centre de santé et de promotion sociale (CSPS) de Bissiga tandis que le centre médical avec antenne chirurgicale (CMA) se trouve à Tenkodogo.